# برلمان باربادوس
برلمان باربادوس (بالإنجليزية: Parliament of Barbados)‏ هو الهيئة التشريعية في باربادوس، يتكون من المجلس الأعلى مجلس شيوخ باربادوس ‏
الذي يضم 21 مقعداً، والمجلس الأدنى مجلس النواب في بربادوس ‏ الذي يضم 30 مقعداً.